# Måns Ekegren
Måns Andersson Ekegren, född i Östergötlands län, död före 17 juni 1657, var en svensk assessor och adelsman.

## Biografi
Ekegren föddes i Östergötlands län. Han var son till Anders Larsson i Renstad, Gudhems härad. Ekegren hade tjänst vid räkningskammaren och sedermera vid landskontoret i Linköping. Han blev 28 november 1635 assessor i Göta hovrätt. Ekegren adlades den 9 februari 1646 till Ekegren och introducerades 2 mars 1647 under nummer 350. Ekegren avled före 17 juni 1657 och begravdes i Linköpings domkyrka, där hans vapen uppsattes.
Ekegren ägde gårdarna Normstorp i Slaka socken och Grönlund i Åsbo socken.
Han var häradshövding i Sevede härad 1645-1650 och i Ydre härad 1653-1654.[källa behövs]

## Äktenskap och barn
Ekegren gifte sig första gången 17 maj 1627 med Margareta Stiernfelt (1608-1644), dotter till assessorn Peder Mattsson Stiernfelt, och hans andra fru Anna Skuthe. De kom att få följande barn tillsammans:
- 1. Erik Ekegren, död före mars 1692, bevistade riksdagen i Stockholm 1664.
- 1. Anders Ekegren, död före mars 1692, gift sig 12 april 1667 i Stockholm Hovförsamlingen med Maria von Bülow.
- 1. Per Ekegren, död 26 februari 1652 på Borgholms slott, page hos arvprinsen Carl Gustaf.
- 1. Gustaf Ekegren, född 1637, död 1697, var en svensk kapten i Hälsinge regemente och deltog i tåget över Bält, 1658. Gustaf Ekegren var gift med Christina Hansdotter Kyle, dotter till Hans Claesson Kyle och Elisabeth Catharina von der Lühe.
- 1. Ingeborg Ekegren, död före 1681, gifte sig med ryttmästaren Jöns Lünow (-1706) i hans första gifte.

Gifte sig andra gången 6 januari 1649 i Linköping med Brita Törnsköld (1626-1693), dotter till assessorn Peder Törnsköld och hans tredje fru Vendla Mårtensdotter.
Brita kom efter Ekegrens död gifta om sig 1658 med överstelöjtnanten Jakob Hilchen. Måns och Brita fick följande barn:
- 2. Peter Ekegren, född 16 november 1649 i Slaka socken, död mellan mars 1692 och 1694. Var student 28 mars 1663 i Uppsala, sedan kapten vid Östgöta Infanteriregemente den 18 april 1676. Skrev under riksdagsbeslutet 1686.
- 2. Johan Ekegren, levde i mars 1692, var fänrik vid dalregementet 1677. Löjtnant vid dalregementet 23 augusti 1678. Kaptenlöjtnant 1680, Regementskvartermästare 1681 och avskedad 30 mars 1682.